# Andrena leucorhina
Andrena leucorhina är en biart som beskrevs av Morawitz 1876. Andrena leucorhina ingår i släktet sandbin, och familjen grävbin. Inga underarter finns listade i Catalogue of Life.